# The Walking Dead: World Beyond
Pour les articles homonymes, voir The Walking Dead.
Fear the Walking Dead Tales of the Walking Dead
The Walking Dead: World Beyond est une série télévisée d'horreur post-apocalyptique américaine, créée par Scott M. Gimple (en) et Matthew Negrete, basée sur les comics du même nom de Robert Kirkman, Tony Moore et Charlie Adlard, diffusée entre le 2 octobre 2020 au 5 décembre 2021 sur AMC.
En France, la série est aussi diffusée depuis le 2 octobre 2020 sur Amazon Prime Video en VOSTFr et en version française.
C'est la deuxième série dérivée de l'univers de The Walking Dead, après Fear the Walking Dead et la troisième de la franchise.

## Synopsis
Jusqu'ici protégées des dangers du monde post-apocalyptique, Iris et Hope Bennett décident de quitter la sécurité du seul foyer qu’elles n’aient jamais connu pour venir en aide à leur père. Accompagnées d'autres adolescents, les jeunes filles entreprennent un long voyage à travers le pays.

## Distribution

### Acteurs principaux
- Aliyah Royale (VF : Elsa Bougerie) : Iris Bennett
- Alexa Mansour (VF : Lou Lévy) : Hope Bennett
- Hal Cumpston (VF : Antoine Khorsand) : Silas Plaskett
- Nicolas Cantu (VF : Jean-Stan Du Pac) : Elton Ortiz
- Nico Tortorella (VF : Eilias Changuel) : Felix Carlucci
- Annet Mahendru (VF : Flora Brunier) : Jennifer « Huck » Mallick
- Julia Ormond (VF : Odile Cohen) : Elizabeth Kublek
- Joe Holt (VF : Namakan Koné) : Dr Leo Bennett (saison 2 - récurrent saison 1)
- Jelani Alladin (en) : Will Campbell (saison 2 - invité saison 1)
- Natalie Gold (VF : Céline Mauge) : Dr Lyla Bellshaw (saison 2 - récurrente saison 1)
- Ted Sutherland (VF : Oscar Douieb) : Percy (saison 2 - récurrent saison 1)
- Pollyanna McIntosh (VF : Émilie Duchênoy) : Anne / Jadis Stokes (saison 2)

### Acteurs récurrents
- Christina Marie Karis (VF : Daria Levannier) : Kari Bennett (saison 1)
- Max Osinski (en) (VF : Nicolas Djermag) : Dennis (saison 2)
- Robert Palmer Watkins (VF : Fabrice Lelyon) : Frank Newton (saison 2, invité saison 1)
- Gissette Valentin (VF : Sarah Barzyk) : Diane Pierce (saison 2)
- Anna Khaja : Indira (saison 2)
- Madelyn Kientz (VF : Laura Ollandini) : Asha (saison 2)
- Kellen Joseph Quinn : Grady (saison 2)
- Jesse Gallegos (VF : Cédric Lemaire) : Webb (saison 2)
- Ry Chase : Tiga (saison 2)

### Invités
- Christina Brucato (VF : Natacha Muller) : Amelia Ortiz (2 épisodes)
- Al Calderon : Barca (2 épisodes)
- Scott Adsit (VF : Éric Marchal) : Tony Delmado (2 épisodes)
- Dawson Shea (VF : Arnaud Laurent) : Felix Carlucci jeune (saison 1, épisode 2)
- Reece Rios (VF : Laurent Maurel) : Isaac Ortiz (saison 1, épisode 5)
- Kai Lennox (VF : Bertrand Liebert) : Gary Plaskett (saison 1, épisode 8)
- Noah Emmerich (VF : Emmanuel Jacomy) : Dr Edwin Jenner (saison 2, épisode 10)
Version française
  - Société de doublage : Chinkel
  - Direction artistique : Benoît Du Pac[1]
  - Adaptation des dialogues : Bérangère Alguemi et Géraldine Le Pelletier

 Source et légende : version française (VF) sur RS Doublage et selon le carton du doublage français télévisuel.

## Production

### Développement
En juillet 2018, le producteur exécutif Scott M. Gimple (en) annonce la préparation d'une nouvelle série dérivée
En avril 2019, AMC commande une première saison de dix épisodes.
En juillet 2019, le réalisateur Jordan Vogt-Roberts réalise l'épisode pilote, sous le titre de travail, Monument. Quatre mois après, Scott M. Gimple révèle le titre définitif de la série, The Walking Dead: World Beyond.
En janvier 2020, la chaîne AMC annonce que la série sera constituée uniquement de deux saisons de dix épisodes chacune,.
Initialement prévue immédiatement après la finale de la saison 10 de The Walking Dead le 12 avril 2020, AMC annonce le 20 mars qu'elle est reportée à une date indéterminée en raison du covid-19.

### Attribution des rôles
Entre juillet et novembre 2019, Alexa Mansour, Nicolas Cantu, Hal Cumpston, Aliyah Royale et Annet Mahendru, Nico Tortorella et Julia Ormond ont obtenu les rôles principaux de la série.
En août et novembre 2019, Joe Holt, Natalie Gold, Al Calderon, Scott Adsit et Ted Sutherland ont obtenu les rôles récurrents.
En mai 2021, Robert Palmer Watkins rejoint le casting pour un rôle récurrent dans la seconde saison.

### Tournage
Le tournage a commencé en juillet 2019 à Richmond en Virginie et s'est terminé en novembre 2019.

### Fiche technique
Sauf indication contraire, les informations mentionnées dans cette section peuvent être confirmées par la base de données cinématographiques IMDb,  présente dans la section « Liens externes ».
- Titre original et français : The Walking Dead: World Beyond
- Création : Scott M. Gimple (en) et Matthew Negrete
- Société de production : AMC Studios et Skybound Entertainment
- Société de distribution : AMC et Entertainment One ; Amazon Prime Video (International)
- Pays d'origine :  États-Unis
- Langue originale : anglais
- Format : couleur - 35 mm - 1,78:1 - son Dolby Digital
- Genre : série horreur, dramatique, post-apocalyptique
- Durée : 42 à 52 minutes

## Épisodes

### Première saison (2020)
1. Rester courageux (Brave)
2. Le Brasier de la gloire (The Blaze of Glory)
3. Le Tigre et l'agneau (The Tyger and the Lamb)
4. Par le petit bout de la lorgnette (The Wrong End of a Telescope)
5. La Traversée (Madman Across the Water)
6. Le Théâtre d'ombres (Shadow Puppets)
7. Action ou vérité (Truth or Dare)
8. Le Ciel est un cimetière (The Sky Is a Graveyard)
9. Blessure profonde (The Deepest Cut)
10. Dans cette vie (In This Life)

Source : titres originaux

### Deuxième saison (2021)
La deuxième et dernière saison est diffusée entre le 3 octobre 2021 au 5 décembre 2021 sur AMC et en France dès le 4 octobre 2021 sur Amazon Prime.
1. Konsekans (Konsekans)
2. S'imposer (Foothold)
3. Blessures ouvertes (Exit Wounds)
4. La Famille, c'est pourri (Family Is a Four Letter Word)
5. Moment décisif (Quatervois)
6. Qui es-tu ? (Who Are You?)
7. Du sang et des mensonges (Blood and Lies)
8. L'Évasion (Returning Point)
9. La Mort et les morts (Death and the Dead)
10. La Dernière lueur (The Last Light)